# Krzysztof Kieślowski
Krzysztof Kieślowski (Varsòvia; 27 de juny de 1941 - 13 de març de 1996) fou un director de cinema i guionista polonès conegut internacionalment per la minisèrie televisiva Decàleg (1989), i els llargmetratges La doble vida de Verònica (1991) i la trilogia Tres Colors-Vermell, Blau, Blanc (1993 –1994).

## Biografia
Krzysztof Kieślowski va néixer a Varsòvia i va passar la seva infantesa en diverses ciutats petites. Els continus trasllats eren motivats pel seu pare, un humil mecànic que patia de tuberculosi i que estava constantment a la recerca de nous i millors tractaments. A l'edat de 16 anys Kieślowski va ingressar a una escola de formació de bombers la qual no obstant va abandonar només tres mesos després. Desorientat i sense cap objectiu concret, el 1957 es va posar a estudiar teatre a una escola que pertanyia a un parent de la família. Va ser així com més tard va decidir esdevenir director de teatre. Això no obstant, aleshores no existia encara cap formació especial per directors, per la qual cosa es va decidir a estudiar cinema.
Un cop finalitzada la formació teatral i haver passat breument per un teatre on exercia de modista, Kieślowski intenta per fi matricular-se a l'escola nacional de cinema de Łódź, una escola que també havia acollit i format a reputats directors del cinema polonès com Andrzej Wajda o Roman Polanski. Kieślowski va ser no obstant dos cops rebutjat. Per tal d'evitar la mili va començar uns breus estudis d'art i es va sotmetre a una dràstica dieta amb l'esperança de ser rebutjat per l'exèrcit per motius de salut. L'estratègia li va funcionar i, després d'haver-se'n sortit amb la seva, va intentar per tercer cop ingressar a l'esola de Łódź. I aquest cop sí que va triomfar.
Va passar a l'escola un total de quatre anys, entre el 1964 i el 1968, una època en la qual el govern va ser generosament permissiu respecte a la llibertat artística de l'escola. Kieślowski va perdre aviat l'interès pel teatre i es va decantar cap al rodatge de documentals. A més, el darrer any dels seus estudis, Kieślowski va contraure matrimoni amb la qual seria l'esposa de tota la seva vida, Maria (Marysia) Cautillo. El matrimoni va tenir una filla, anomenada Marta, nascuda el 8 de gener de 1972.

## Reconeixements
El 1995, va rebre nominacions a l'Oscar com a millor director i millor guió original.
El 2002, Kieślowski va figurar al segon lloc de la llista Sight & Sound del British Film Institute dels deu millors directors de cinema dels temps moderns. El 2007, la revista Total Film el va classificar en el lloc 47 de la seva llista "100 Greatest Film Directors Ever".

## Filmografia
- Documentals
  - 1966 – Urząd
  - 1968 – Zdjęcie.
  - 1969 – Z miasta Łodzi
  - 1970 – Byłem żołnierzem.
  - 1970 – Fabryka
  - 1971 – Przed rajdem.
  - 1972 – Refren' 
  - 1972 – Robotnicy '71: nic o nas bez nas.
  - 1972 – Między Wrocławiem a Zieloną Górą
  - 1972 – Podstawy BHP w kopalni miedzi.
  - 1973 – Murarz
  - 1974 – Prześwietlenie.
  - 1974 – Pierwsza miłość
  - 1975 – Życiorys.
  - 1976 – Klaps
  - 1976 – Szpital.
  - 1977 – Z punktu widzenia nocnego portiera
  - 1977 – Nie wiem.
  - 1978 – Siedem kobiet w różnym wieku
  - 1980 – Dworzec.
  - 1980 – Gadające głowy
  - 1988 – Siedem dni w tygodniu.
- Obres televisives:
  - 1972 – Szach królowi
  - 1976 – Dwoje na huśtawce.
  - 1979 – Kartoteka
  - 1988 – Dekalog (minisèrie de 10 films)
- Pel·lícules:
  - 1966 – Tramwaj (El tramvia)
  - 1967 – Koncert życzeń.
  - 1973 – Przejście podziemne
  - 1975 – Personel.
  - 1976 – Blizna
  - 1976 – Spokój.
  - 1979 – Amator
  - 1981 – Krótki dzień pracy.
  - 1981 – Przypadek
  - 1984 – Bez końca.
  - 1987 – Krótki film o zabijaniu (Un breu film sobre l'assassinat)
  - 1988 – Krótki film o miłości (Un breu film sobre l'amor).
  - 1991 – La Double vie de Veronique/Podwójne życie Weroniki (La doble vida de Verònica).
- Triologia dels tres colors:
  - 1993 – Trzy kolory. Niebieski (Tres colors: Blau)
  - 1993 – Trzy kolory. Biały (Tres colors: Blanc).
  - 1994 – Trzy kolory. Czerwony (Tres colors: Vermell)